# 黄峻 (房地产经济师)
黄峻（1975年5月—），出生于广东中山。中国经济学家、房地产专业学者。现任职于央视网（CNTV）经济首页常驻专栏作家与学者、中国企业资本联盟（CECU）首席经济学家、亚洲房地产协会（ASEA）理事兼研究委员会常务理事、央视网经济台专栏作家、网易、搜狐、《中国经济导报》、《投资客》等各大媒体专栏作家、经济评论员。